# بالم كوست
بالم كوست (بالإنجليزية: Palm Coast)‏ هي مدينة أمريكية تقع في ولاية فلوريدا. تبلغ مساحة هذه المدينة 133.9 (كم²)،ويبلغ عدد سكانها 75180 نسمة حسب إحصاء سنة 2010 م 75180.تشير إحصاءات سنة 2000م بأن الكثافة السكانية في هذه المدينة تقدر بـ(249.2) نسمة/كم2 